# Квенштедт, Иоганн Андреас
Иоганн Андреас Квенштедт (нем. Johannes Andreas Quenstedt; 1617—1688) — лютеранский схоластик, профессор богословия в Виттенберге, оплот виттенбергской ортодоксии.
Главный труд Квенштедта: «Theologia didactico-polemica, sive Systema theologiae» (Виттенберг 1685). Ср. Tholuck, «Der Geist der lutherischen Theologen Wittenbergs» (Гамбург, 1852).